# Каньон-де-Шей
Каньон-де-Шей, Каньон де Шелли (англ. Canyon de Chelly National Monument) — заповедник (национальный памятник) в США. Основан 1 апреля 1931 года как подразделение Национальной службы парков США. Расположен на северо-востоке штата Аризона в пределах резервации навахо. Здесь сохранились руины построек индейцев анасази, а также позднее занявших эти земли навахо.
Памятник включён в Национальный реестр исторических памятников США 25 августа 1970 года.
Каньон-де-Шей полностью находится на территории резервации племени навахо. Доступ в каньон ограничен, посетители вправе посещать его только в сопровождении экскурсовода, обычно из племени навахо. Единственным исключением из этого правила является туристическая трасса «Руины Белого дома».
Название «Шей» (Chelly, Chelley) — это испанское заимствование из языка навахо, на котором слово Tséyiʼ, tséɣiʔ означает «каньон» (буквально «внутри скал» < tsé «скала» + -yiʼ «внутри»). В современном английском языке название каньона чаще всего произносится как dəˈʃeɪ.